# Geranomyia radialis
Geranomyia radialis là một loài ruồi trong họ Limoniidae. Chúng phân bố ở miền Cổ bắc.